# Гречушкін Валерій Вікторович
Гречушкін Валерій Вікторович (* 2 травня 1971, м. Дебальцеве, Донецька область) — начальник дільниці акціонерного товариства «Шахта «Комсомолець Донбасу»» (Донецька область), Герой України.

## Нагороди
- Звання «Герой України» з врученням ордена Держави (27 серпня 2008) — за вагомий особистий внесок у зміцнення енергетичного потенціалу держави, багаторічну самовіддану шахтарську працю та з нагоди Дня шахтаря[1]
- Заслужений шахтар України (22 серпня 2007) — за вагомі особисті заслуги в розвитку паливної галузі, зміцнення енергетичного забезпечення держави, високий професіоналізм та з нагоди Дня шахтаря[2]
- Державна премія України в галузі науки і техніки 2011 року — за роботу «Сучасні технології комплексної розробки вугільних родовищ України в гірничо-геологічних умовах відпрацювання тонких та надтонких пластів» (у складі колективу)[3]
- Повний кавалер знака «Шахтарська слава». Нагороджений знаком «Шахтарська доблесть» III ступеня.